# Nidia (wrestler)
Nidia Lynette Guenard, conosciuta come Nidia (Houston, 12 marzo 1979), è un'ex wrestler statunitense, che ha lottato nella World Wrestling Entertainment in seguito alla vittoria (ex aequo con Maven) della prima edizione del reality show Tough Enough (2001).

## Carriera nel wrestling

### World Wrestling Federation/Entertainment (2001–2004)
Nel 2001 Guenard firmò un contratto di un anno con la World Wrestling Federation dopo aver vinto la prima stagione di Tough Enough, un programma incentrato sulla ricerca di talenti per la WWF che mostrava anche le difficoltà di essere un apprendista lottatore professionista.
Fece alcune apparizioni negli episodi della WWF nel 2001, prima di essere inviata alla Ohio Valley Wrestling (OVW), federazione satellite della WWF, per poter migliorare le sue capacità sul ring. Mentre era in OVW, ebbe un feud con Victoria.
Debuttò ufficialmente negli show della federazione (nota adesso come WWE) il 6 giugno 2002, a SmackDown!, in un segmento nel backstage con il suo ex fidanzato The Hurricane (kayfabe) e Jamie Noble. Il suo primo ruolo all'interno delle storyline WWE fu proprio quello di valletta e fidanzata di Noble. Vestendo i panni di heel, portò il fidanzato a diverse vittorie, interferendo spesso durante i suoi match. Nell'edizione 2002 di King of the Ring riuscì a far conquistare la cintura di WWE Cruiserweight Champion a Noble nel suo incontro con The Hurricane. A ottobre dello stesso anno, a SmackDown!, Nidia e Jamie furono anche protagonisti del primo Boyfriend vs. Girlfriend Match nella storia della WWE, con Tajiri nel ruolo di arbitro speciale: Noble schienò Nidia, ma al termine del match i due attaccarono Tajiri e si riappacificarono.
Iniziò poi un feud con Torrie Wilson, affrontandola sia in match singoli che di coppia, assieme ad altri lottatori della divisione pesi leggeri, tra cui Funaki, Billy Kidman, Rey Mysterio e Brian Kendrick. Feudò brevemente anche con Shaniqua, e fece coppia con Torrie Wilson (accompagnate da Dawn Marie) in un handicap match contro la stessa. La settimana precedente, durante un match tra Shaniqua e Dawn Marie, Wilson e Nidia erano intervenute contro Shaniqua, salvando Marie.
Nell'episodio di SmackDown! del 16 ottobre 2003, Nidia fu accecata da Tajiri durante un match tra quest'ultimo e Jamie Noble. Secondo la storyline, l'incontro causò una "ferita" fisica a Guenard, tanto da portare la lottatrice a indossare degli occhiali da sole e a farsi aiutare da un bastone per poter raggiungere il ring. Durante quel periodo, Noble approfittava della parziale cecità della fidanzata, lanciandola sui vari avversari al termine dei propri match, sia per salvare se stesso (e vincere l'incontro) che per accusare successivamente i lottatori di "aver colpito una donna". Più tardi nella storyline, Rey Mysterio rivelò a Nidia che Noble la stava sfruttando. Guenard dunque abbandonò il fidanzato e conquistò il favoreggiamento dei fan. I due iniziarono una faida che culminò in un match a No Way Out, in cui Noble doveva indossare una benda. Fedele al suo personaggio, il lottatore imbrogliò per vincere, togliendosi la benda durante l'incontro.
Dopo la rottura con Noble, venne trasferita a Raw il 22 marzo 2004 per effetto della Draft Lottery; nel "roster rosso" assunse un ruolo più attivo nei match femminili, questa volta come face. Debuttò nell'episodio di Raw del 29 marzo, sconfiggendo Molly Holly. Iniziò poi a far coppia regolarmente con Stacy Keibler e Victoria contro il team heel composto da Trish Stratus, Jazz, Gail Kim e Molly Holly. Il 5 luglio successivo vinse contro Molly Holly e Victoria in un Triple threat match valido per diventare la prima contendente al Women's Championship di Trish Stratus. Il match contro la campionessa avvenne la stessa sera: dopo l'incontro tra le tre, Stratus accorse sul ring per congratularsi con Nidia, ma l'attaccò poco dopo slealmente e schienò la rivale conservando il titolo. 
Con il passaggio a Raw fu calcata molto la sua natura portoricana, portando Guenard a parlare velocemente e rabbiosamente in spagnolo durante i promo. Questo fu motivo di alcune burle da parte di Stratus. 
A ottobre, al pay-per-view Taboo Tuesday, partecipò ad una Fulfill Your Fantasy Battle Royal per conquistare il titolo femminile, ma fu eliminata per prima da Jazz.
Fu licenziata il 3 novembre 2004, due anni dopo la scadenza del suo contratto-premio ottenuto con la vittoria a Tough Enough; nella stessa giornata vennero allontanati dalla federazione anche Gail Kim e Chuck Palumbo. Tuttavia, disputò il suo ultimo match a Heat il 7 novembre, perdendo in coppia con Victoria contro Jazz e Molly Holly.

### Circuito indipendente (2005)
Nidia continuò a lottare in varie federazioni indipendenti, come la Nu-Wrestling Evolution in Italia (in questa occasione si batté contro Miss Jackie) e la Toryumon in Messico, dove lottò contro Gail Kim e Shaniqua. Ha anche lavorato diverse volte per la Total Nonstop Action Wrestling.

## Vita privata
Nidia e suo marito David Krichmar hanno una figlia di nome Lilith (nata nel 2007) e un figlio, Roman (nato nel 2013).
Guenard è vegetariana. Nel febbraio 2010 ha iniziato la sua formazione presso l'Istituto culinario LeNôtre di Houston, in Texas. Attualmente lavora come chef.

## Personaggio

### Mosse finali
- DDT

### Wrestler assistiti
- Jamie Noble
- Maven
- Dawn Marie

### Musiche d'ingresso
- Trailer Trashin di Jim Johnston (mentre faceva da manager a Jamie Noble)
- I Like 'Em Dirty di Jim Johnston (WWE; 2004)

## Titoli e riconoscimenti
World Wrestling Entertainment
- Tough Enough (edizione 2001) – co-vincitrice assieme a Maven

## Nei videogiochi
- WWE Raw 2[4]
- WWE WrestleMania 21[5]